# Grandstand (Mỹ Mở rộng)
Sân Grandstand là sân quần vợt nằm tại Trung tâm Quần vợt Quốc gia USTA Billie Jean King, được sử dụng để tổ chức giải quần vợt Mỹ Mở rộng. Sân được ra mắt ngày 29 tháng 8 năm 2016, tại ngày thi đấu đầu tiên của Giải quần vợt Mỹ Mở rộng 2016. Với sức chứa 8.125 chỗ ngồi, đây là sân thứ ba của trung tâm, sau Arthur Ashe và Louis Armstrong.
Tên gọi Grandstand trước đây là của khán đài có sức chứa 6.000 chỗ ngồi của sân vận động Louis Armstrong cũ từ năm 1978 đến 2016.